# Bredana complicata
Bredana complicata är en spindelart som beskrevs av Willis J. Gertsch 1936. Bredana complicata ingår i släktet Bredana och familjen hoppspindlar. Inga underarter finns listade.